# 克里特大学

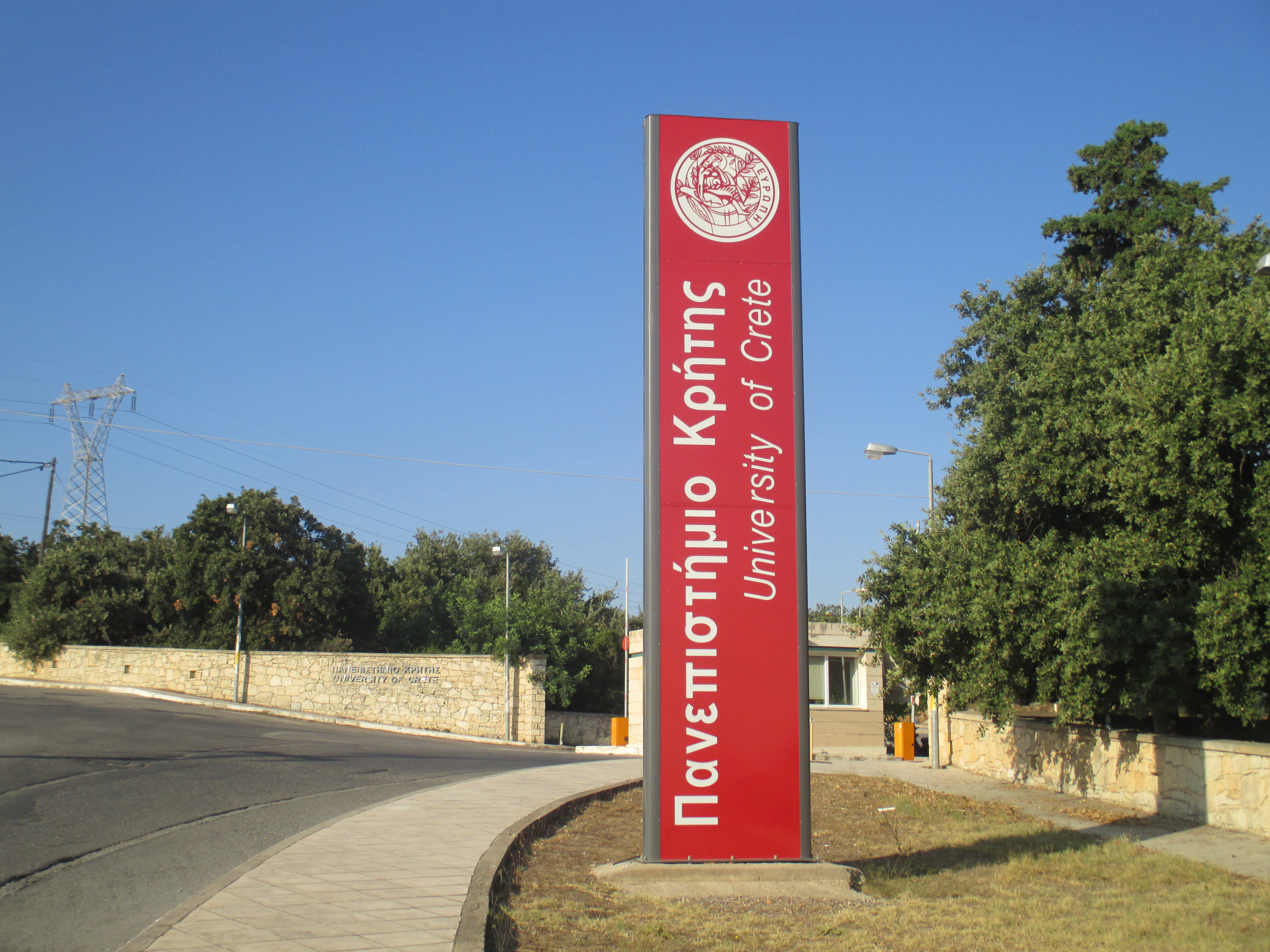
克里特大學

克里特大学（希臘語：Πανεπιστήμιο Κρήτης）是希腊克里特大区的一所大学。该校成立于1973年。克里特大学有两个校区：雷西姆农校区与伊拉克利翁校区。该校现有学生13,141名，其中本科11,011名，研究生2,130名。

## 院系设置
雷西姆农校区为文理学院、社会科学学院与教育学院。文理学院包含历史系、考古系、哲学系、文字学系、社会研究系。社会科学学院包含经济系、社会学系、政治学系、心理学系。教育学院包含初等教育系与学前教育系。
伊拉克利翁校区包含理工学院、卫生学院。理工学院包含数学系、应用数学系、计算机系、材料科学与技术系、物理系、化学系、生物系。卫生学院包含药学院。